# Road Crew
Road Crew fueron una banda de glam metal de 1983 que sirvió como una toma de corriente musical para el futuro Guns N' Roses miembros Saul Hudson (Slash) y Steven Adler. Los únicos dos miembros constantes del grupo, vieron una larga serie de músicos de Los Ángeles en y fuera de la banda. Antes de separarse, la banda brevemente contaría con otro futuro miembro de Guns N 'Roses, banda, Duff McKagan.
Después de ser despedido de Guns N 'Roses, Steven Adler formó una nueva versión de Road Crew sin Slash en 1991. Presentaba  Davy Vain vocalista de la banda  vano.

## Miembros

### Pre-Guns N 'Roses
- Chris Torres - voz
- Slash - guitarra
- Duff McKagan - bajo
- Steven Adler - batería

### Post-Guns N' Roses
- Davy Vain - voz
- Shawn Rorie - guitarra
- Jamie Scott - guitarra
- Ashley Mitchell - bajo
- Steven Adler - Batería

### Post-El secreto mejor guardado
- Chris Kowall - guitarra
- Roy Mitchell - bajo, voces
- Mike Hetzel - batería, percusión

- Datos: Q7339324